# Британський союз фашистів
Британський союз фашистів (БСФ, англ. British Union of Fascists) — політичне об'єднання, яке виникло в Великій Британії в умовах Великої депресії і стало наймасовішою британською фашистською організацією в міжвоєнний період, чия діяльність мала помітний вплив на суспільно-політичне життя країни в 1930-ті роки. В 1936 партія була перейменована в «Британський союз фашистів і націонал-соціалістів», а в 1937 стала називатися просто «Британський союз», проіснувавши під цією назвою до 1940, в якому була заборонена.
Організація була заснована в Лондоні 1 жовтня 1932 року англійським аристократом Освальдом Мослі. Він також був беззмінним керівником і головним ідеологом Союзу протягом усього часу існування організації.
Британські фашисти активно використовували соціальну риторику, націоналістичну і антикомуністичну пропаганду. Ними були організовані сили оборони БСФ — штурмові загони, члени яких в ході багатьох мітингів влаштовували побиття політичних опонентів. З осені 1934 року фашисти Мослі почали проводити антисемітську кампанію, а в кінці 1930-х років підтримали агресивні спрямування Гітлера в континентальній Європі.
Особливістю БСФ була висока участь жінок у діяльності організації. На виборах до британського парламенту 1936 року БСФ мав найвищий відсоток жінок у списку кандидатів серед тогочасних партій. Однією з довірених людей Освальда Мослі в організації була Нора Елам, колишня активістка суфражистського руху.
В перші місяці після початку Другої світової війни БСФ продовжував активну діяльність. В травні 1940, після приходу до влади у Великій Британії Вінстона Черчилля, керівник організації Освальд Мослі та більшість керівників були заарештовані, в липні організація була оголошена поза законом.